# Philippe Verneret
Philippe Verneret (Cluses, 3 luglio 1962) è un ex sciatore alpino francese.

## Biografia
Verneret, specialista delle prove veloci, ottenne il primo piazzamento in Coppa del Mondo il 21 dicembre 1981 a Crans-Montana in discesa libera (12º) ed esordì ai Giochi olimpici invernali a Sarajevo 1984, dove si classificò 29º nella medesima specialità; ai Mondiali di Bormio 1985 si piazzò 11º nella discesa libera e non completò la combinata e il 7 dicembre dello stesso anno conquistò a Val-d'Isère in discesa libera il miglior risultato in Coppa del Mondo (7º). Sempre in discesa libera ai Mondiali di Crans-Montana 1987 fu 11º, mentre ai XV Giochi olimpici invernali di Calgary 1988, sua ultima presenza olimpica, non completò né la discesa libera né il supergigante; l'ultimo piazzamento della sua attività agonistica fu il 10º posto ottenuto nella discesa libera di Coppa del Mondo disputata a Beaver Creek il 12 marzo dello stesso anno.

## Palmarès

### Coppa del Mondo
- Miglior piazzamento in classifica generale: 72º nel 1984

### Campionati francesi
- 2 ori (discesa libera nel 1979; discesa libera nel 1982)[senza fonte]